# Robert Braun (Astronom)
Robert Braun (* 15. März 1956 in Young) ist Astronom und Honorary Professor der University of Sydney.
Robert Braun promovierte im Jahr 1985 an der Universität Leiden zum Thema The Interaction of Supernovae with the Interstellar Medium. Anschließend arbeitete er als Wissenschaftler am Very Large Array des National Radio Astronomy Observatory, dem Institut Astronomisch Onderzoek in Nederland und der Commonwealth Scientific and Industrial Research Organisation, am Institut Astronomy and Space Science. Im Jahr 2011 wurde er als Honorary Professor von der University of Sydney ausgezeichnet. Ab dem Jahr 2013 war er Science Director des Square Kilometre Array.
Brauns Forschung gilt dem interstellaren und intergalaktischen Medium der Milchstraße, ihrer Nachbargalaxien und weiter entfernteren Galaxien. Er nutzt dabei hauptsächlich radioastronomische Beobachtungen der HI-Linie zur Untersuchung von neutralem Wasserstoff, zudem breitbandige Radio- und Infrarotbeobachtungen, um die Entwicklung der Sternentstehung zu bestimmen. Anhand der HI-Linie konnten auch Interaktionen der Andromedagalaxie mit Satellitengalaxien in den letzten 5 Milliarden Jahren ermittelt werden.